# Beyond the Game
Beyond the Game is een documentaire uit 2008 van de Nederlandse regisseur Jos de Putter. Hij schetste een portret van de wereld van competitief gaming door de Chinese wereldkampioen Warcraft III: The Frozen Throne Xiaofeng Li en diens aartsrivaal de voormalige wereldkampioen Manuel Schenkhuizen een jaar te volgen op toernooien met als climax hun strijd op de wereldkampioenschappen van 2007.
De film ging op 21 november 2008 in première op het International Documentary Filmfestival Amsterdam.